# 미키 마우스와 악당의 집
미키 마우스와 악당의 집(Mickey's House of Villains)은 미국에서 제작된 제이미 밋첼 감독의 2001년 애니메이션, 코미디, 가족 영화이다. 웨인 올와인 등이 주연으로 출연하였다.

## 출연

### 주연
- 웨인 올와인
- 토니 앤셀모